# Suzanne Collins
Suzanne Collins (n. 10 august 1962, Hartford, Connecticut, SUA) este o scriitoare americană renumită pentru seria Jocurile Foamei.

## Biografie

### Carieră
Autoarea a fost remarcata pentru talentul său literar încă din perioada în care și-a adus contribuția la realizarea unor emisiuni de televiziune de succes. Dintre acestea The Mystery Files of Shelby Woo, Clarissa Explains it All, Little Bear sau Oswald i-au adus faima lui Suzanne Collins, care a fost nominalizată de mai multe ori la Premiile Emmy.
În 2003, Suzanne Collins a debutat cu romanul pentru copii Gregor the Overlander, primul volum al seriei de mare succes Underland Chronicles. Această carte a intrat imediat în atenția publicului și a criticilor de specialitate, fiind distinsă cu numeroase premii în Statele Unite și în Marea Britanie.
În 2008, Suzanne Collins a publicat primul volum din trilogia Jocurile Foamei. Acesta a avut un succes izbitor, fiind ecranizat în 2012. A fost urmat de celelalte două părți ale trilogiei, Sfidarea și Revolta.